# 249P/LINEAR
249P/LINEAR, o cometa LINEAR 53, è una cometa periodica appartenente alla famiglia delle comete gioviane. Ritenuta inizialmente un asteroide, venne rilevata la sua natura cometaria già il giorno dopo l'annuncio della sua scoperta.

## Orbita
La cometa LINEAR 53 percorre un'orbita significativamente eccentrica, inclinata di circa 8° rispetto al piano dell'eclittica. L'afelio, prossimo all'orbita di Giove, è a 5,044 ua dal Sole; il perielio, compreso tra le orbite di Mercurio e di Venere, è a 0,51 ua dal Sole. La cometa completa un'orbita in circa 4 anni e mezzo.<
La sua orbita ha la particolarità di avere piccole MOID con i pianeti Marte, Venere e Terra e ciò comporta che si verifichino passaggi ravvicinati con i tre pianeti: in particolare ha avuto un passaggio ravvicinato con la Terra il 22 aprile 1997, prima della sua scoperta, e ne avrà altri tre nel corso del XXI secolo, il 3 novembre 2029, il 4 novembre 2071 ed il 23 aprile 2076.